# Arjen van der Heide
Arjen van der Heide (* 19. November 2001 in Heerenveen) ist ein niederländischer Fußballspieler. Der Außenstürmer steht bei Roda JC Kerkrade unter Vertrag und war niederländischer Nachwuchsnationalspieler.

## Karriere

### Verein
Arjen van der Heide wurde in Heerenveen, der fünftgrößten Stadt in der Provinz Friesland, geboren und trat als Kind in seiner Geburtsstadt den Heerenveense Boys bei, bevor er in das Nachwuchsleistungszentrum des SC Heerenveen wechselte. Für die A-Jugend (U19) absolvierte er 48 Pflichtspiele und schoss 13 Tore. Am 4. August 2019 debütierte van der Heide in der Eredivisie, als er am ersten Spieltag im Auswärtsspiel gegen Heracles Almelo, welches der SC Heerenveen mit 4:0 gewann, in der 89. Minute für Jens Odgaard eingewechselt wurde. Bis zum einschließlich dem fünften Spieltag kam er zu Kurzeinsätzen, ehe er in der Folgezeit überwiegend zum Kader gehörte, allerdings nicht eingesetzt wurde. Der SC Heerenveen wurde zum Saisonende nach einem Saisonabbruch, die aufgrund der COVID-19-Pandemie notwendig geworden war, Zehnter.

### Nationalmannschaft
Arjen van der Heide absolvierte von 2016 bis 2017 10 Spiele für die niederländische U16-Nationalmannschaft, in denen er drei Tore schoss. Von 2017 bis 2018 lief er für die U17-Auswahl auf und schoss dabei in vier Partien einen Treffer. Im September 2018 spielte van der Heide zweimal für die U18-Junioren der Niederlande. Zuletzt lief er für die niederländische U19-Nationalmannschaft auf, dabei absolvierte er seit 2019 sechs Spiele (1 Tor).